# ギニアビサウの鉄道
ギニアビサウの鉄道では、ギニアビサウにおける鉄道について記す。2015年現在、鉄道は運行されていない。

## 鉄道史
1998年3月、ギニアビサウとポルトガルは、ギニアビサウとギニアを結ぶ鉄道建設を提供する合意文章に調印したが、1998年6月のギニアビサウ内戦の勃発により、計画の履行が困難となった。

## 隣接国との鉄道接続状況
- セネガル - 接続なし
- ギニア - 接続なし